# Інзов Іван Микитович
Іван Микитович Інзов (нар. 1768 — пом. 27 травня 1845, Одеса, Херсонська губернія, Російська імперія) — військовий діяч Російської імперії, генерал від інфантерії.

## Життєпис
Достовірне походження Івана Інзова не встановлено. Про період його дитинства відомо тільки про візит до маєтку у Пензенській губернії до князя Юрія Трубецького його старого друга — графа Якова Брюса, який привіз із собою маленького хлопчика. Граф наполегливо просив князя залишити дитину у себе, дати йому найкращу освіту й виховання, не турбуючись про витрати. Подальша доля хлопчика князя не повинна була хвилювати, так як вона заздалегідь була забезпечена. Яків Брюс не повідомив, ким була ця дитина, пояснивши, що зможе розкрити таємницю лише перед своєю смертю. У 1791 році граф помер, тому князь Трубецькой так і не дізнався нічого про походження хлопчика, якого, виконуючи прохання старого друга, він виховував разом зі своїми дітьми, не роблячи будь-яких відмінностей. За однією з версій він був сином імператриці Катерини II.
Іван Інзов навчався у Московському університетському благородному пансіоні. До 17-річчя Інзова, Катерина II видала розпорядження про виділення юнакові великої суми грошей й прийняття його на службу в Сумський легкокінний полк. Службу Інзов почав кадетом у 1785 році, брав участь в турецькому, польському та італійському походах; у 1805 році був черговим генералом армії Михайла Кутузова.
У Франко-російській війні 1812 року Інзов був командиром 9-ї піхотної дивізії у складі 3-й обсерваційної армії Тормасова, брав участь у боях під Кобрином, Городечно, Борисовим, на р. Березина і в переслідуванні відступаючого ворога до Вільно. У 1813 році, за відзнаку при облозі та взятті фортеці Торна був нагороджений орденом Св. Георгія 3-го класу. Брав участь у боях у Кенігсварте та при Бауцені. Пізніше став черговим генералом Польської армії Бенігсена, брав з нею участь в боях під Дрезденом та Лейпцигом, а також при облогах Магдебурга та Гамбурга.
За проявлений гуманізм до французьких солдатів та офіцерів, які потрапляли у військовий полон, від короля Людовика XVIII отримав орден Почесного легіону.
10 січня 1818 року Інзова було призначено головним попечителем та головою піклувального Комітету іноземних колоністів Південної Росії, а з 1820 року - він був і повноважним намісником Бессарабської області. Як піклувальник над колоністами в 1819 році, Інзов курирував виконання «Указу про устрій задунайських поселенців». Особливу увагу Інзов приділив болгарським і гагаузька біженцям, наплив яких стався у імперських межах лівого берегу Нижнього Дунаю в надії захисту від турків. Він домігся для них статусу колоністів нарівні з німецькими переселенцями. У 1821 році заснував для болгарських біженців місто Болград. Інзов заявив себе справедливим, хоча і строгим до суворості начальником і бездоганно чесною людиною.
17 червня 1822 року після відставки Луї де Ланжерона призначається виконуючим обов'язки новоросійського генерал-губернатора. Його резиденцією стало місто Кишинів. Його правління пройшло спокійно, без будь-яких визначних подій або потрясінь. Продовжував активно сприяти болгарським, німецьким та грецьким колоністам.
Під керівництвом Інзова під час заслання на південь Росії знаходився Олександр Пушкін. За словами Якова Грота, Інзов зрозумів своє завдання зберегти Росії ввірений його піклуванню дорогоцінний талант: до юнацьких захоплень Пушкіна він ставився поблажливо; він же відпустив Пушкіна у подорож з Раєвськими на Кавказ та до Криму, яка була благотворною для поета.
У травні 1823 року передав повноваження генерал-губернатора Михайлу Воронцову. Продовжував працювати під його орудою, був управляючим колоніями. 25 липня 1828 року стає генералами від інфантерії. 
Архівні свідчення говорять, що Інзов був членом Кишинівської масонської ложі «Овідій» і що за його запрошенням до неї вступив й Олександр Пушкін.
1 червня 1833 року переїхав до Одеси, де й мешкав до самої смерті. У цей одеський період життя Інзова він постійно робив благодійні внески на користь незаможних сиріт, одеських благодійних організацій. Також присвячував весь вільний час заняттям природознавством. У цей час передав частину своїх коштів на будівництво Спасо-Преображенського собору в Болграді, на його кошти було збудовано церкву Святого Іоанна в колонії Івоновій (нині село Новоіванівка Одеської області). 29 березня 1836 року його було нагороджено орденом Св. Олександра Нєвського з діамантовими відзнаками.
Помер 27 травня 1845 року в м. Одесі на 77-му році життя. Був похований на Першому Християнському цвинтарі.

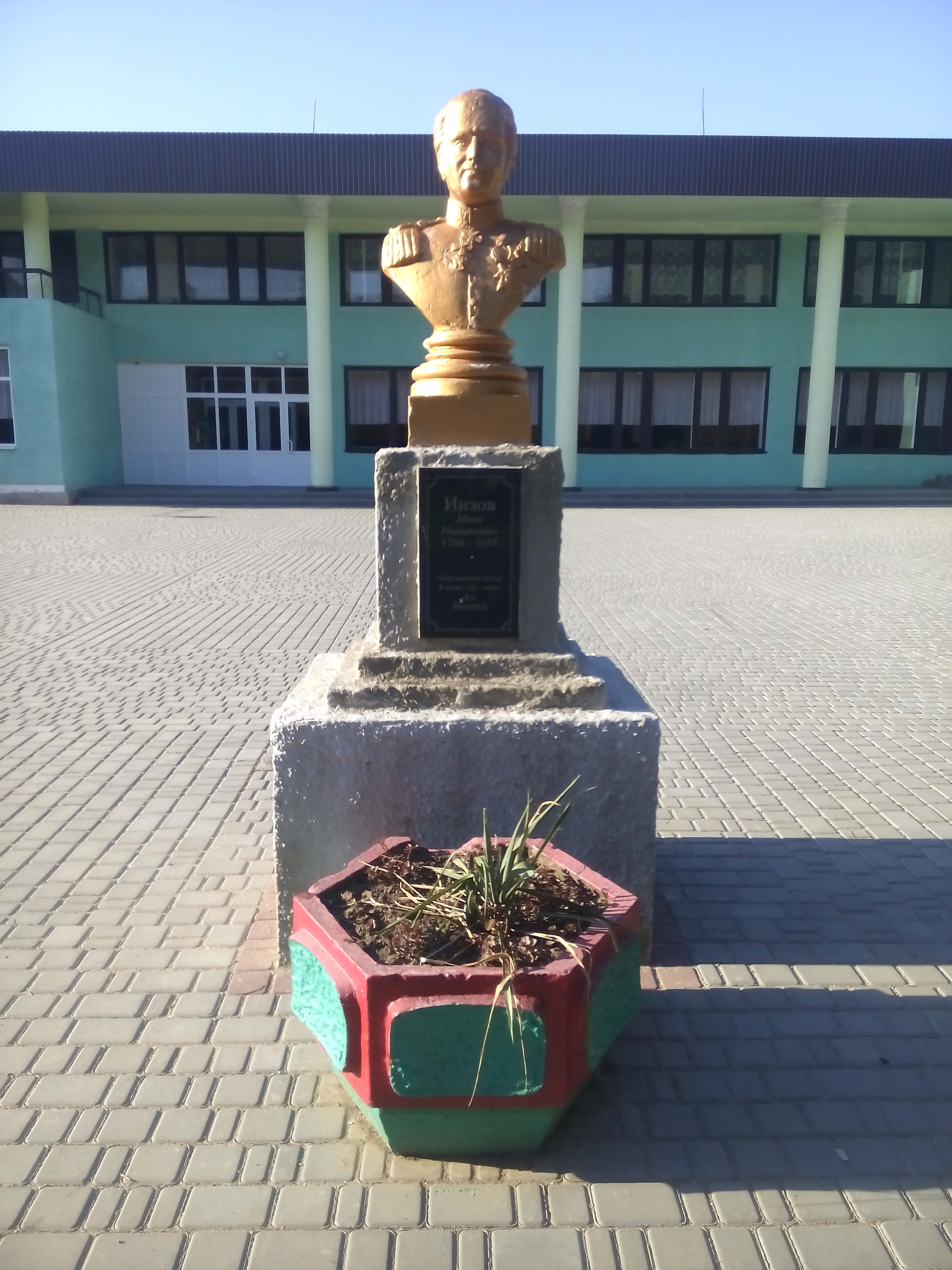
Пам'ятник Івану Інзову у селі Інзівка, названому на його честь

Дізнавшись про смерть Інзова, старійшини болгарських колоній 1 квітня 1846 року подали керуючому задунайськими переселенцями Лосеву прохання, у якому клопотали перед владою про дозвіл перевезти прах покійного з Одеси - на Болградське кладовище, де з цією метою була споруджена усипальниця. Під усипальницю колоністи запропонували використовувати церкву Святителя Митрофана. Витрати на перепоховання останків Івана Інзова суспільства болгарських колоній брали на себе. Клопотання було задоволено.
Для збору коштів на перепоховання та взаємодії болгарських колоній з керівництвом, з числа болградських мешканців було обрано 12 осіб. Необхідну суму у 5000 рублів сріблом зібрали досить швидко, й 9 листопада того ж року було проведено урочисту церемонію ексгумації труни з тілом покійного. З самого ранку вулиці й бульвари, прилеглі до цвинтаря, були покриті натовпом народу. Труну Інзова було піднято з могили болгарами і, як зазначає очевидець, «об 11 годині дерев'яну труну, вкладену до свинцевої труни, було встановлено на траурну колісницю, й процесія під звуки похоронної музики рушила з брам кладовища». Розчулений ставленням болгар до свого покійного піклувальника, сучасник зазначає: «Нам, мешканцям Одеси, не можна було нарікати на видалення цього праху з нашого міста; в цьому випадку діти пред'являють свої права на збереження останків свого батька й відвозять їх як кращу коштовність».
Всю дорогу від Одеси до Болграду, близько двохсот кілометрів, труну з тілом Інзова люди не везли на катафалку, а несли на своїх плечах, змінюючи один одного на ходу. Масивний катафалк, який тягла четвірка коней, задіяний був лише в хвилини відпочинку, після чого процесія продовжувала свій шлях. Останні метри, від воріт цвинтарної огорожі до самої усипальниці труну несли, пересуваючись на колінах

## Пам'ять

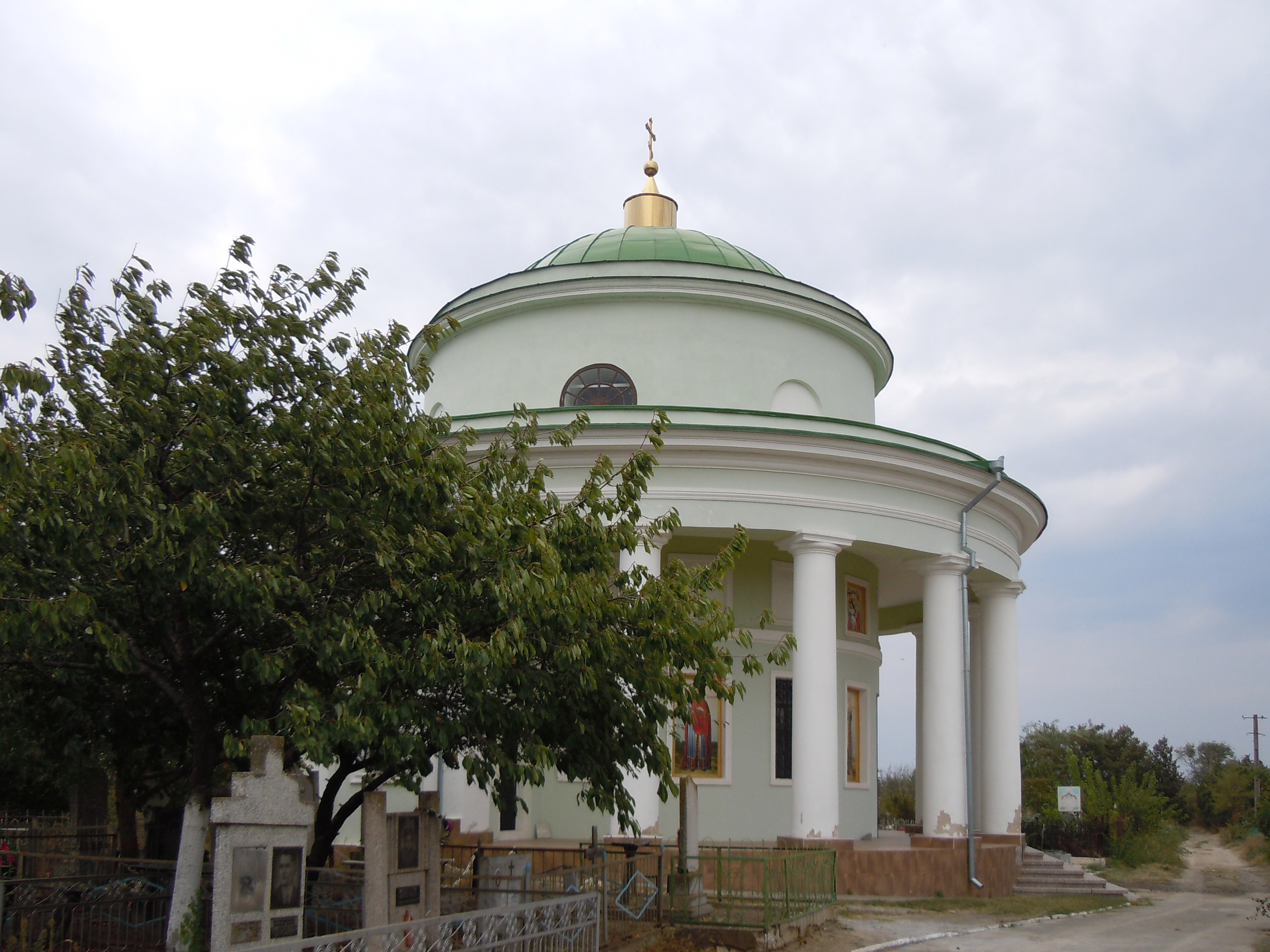
Мавзолей Інзова в Болграді

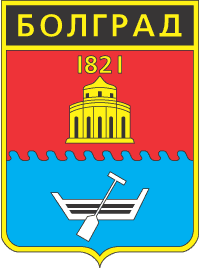
Мавзолей Інзова на гербі Болграда

Генерал Іван Інзов покоїться у спеціальному храмі-усипальниці на околиці заснованого ним міста Болград — так званої "столиці" болгарських поселень у Бессарабії. На місці поховання встановлена мармурова плита, на якій викарбувана епітафія:
|  | Тут спочиває раб божий Іоанн Микитович Інзов. Генерал від інфантерії, головний попечитель й голова піклувальної комітету про іноземних поселенців південного краю Росії. Генерал Інзов народився 23 грудня 1768 року. Помер в Одесі 27 травня 1845 року. Він дав поселенцям нове життя у новій для них батьківщині. Вдячні болгарські колоністи побажали перенести в надра свого поселення прах винуватця їх благоденства для збереження імені його в пам'яті народній. За найвищим ласки ретельністю болгарських колоністів тлінні останки генерала І. М. Інзова перевезені з Одеси і поховані в церкві в ім'я святителя Митрофанов в колонії Болград в листопаді місяці 1846 року. |

Мавзолей Інзова зображено на гербі Болграда. У 1861 році група бессарабських болгар, що переселилися до Північної Таврії, назвали на його честь село Інзівка. В самій Болгарії село Ак-Бунар (Ямбольського округа) у 1938 році на його честь було перейменовано на Генерал-Інзово.
У 2017 році в м. Болграді, Івану Інзову, як засновнику міста, було встановлено пам'ятник, біля якого представники районної, міської влади та громадських організацій щорічно проводять вшанувальні заходи.
У місті Болград є вулиця Інзовська.